# USS Wasp (CV-18)
L’USS Wasp (CV/CVA/CVS-18) era una portaerei degli Stati Uniti d'America della classe Essex. Nell'ottobre 1952 le venne assegnato il nuovo numero di identificazione CVA-18
All'atto della posa in chiglia, avvenuta il 18 marzo 1942 presso il cantiere navale della Bethlehem Steel Corporation di Quincy, Massachusetts, era previsto di nominarla Oriskany. A causa dell'affondamento della USS Wasp (CV-7), avvenuto il 15 settembre 1942, venne deciso che la nave in costruzione assumesse la successione di quest'ultima. Il varo della nave avvenne il 17 agosto 1943, mentre l'assunzione in servizio avvenne il 24 novembre 1943.

## Guerra nell'Oceano Pacifico
Immediatamente la portaerei venne comandata in direzione Oceano Pacifico. Il 4 aprile 1944 la USS Wasp raggiunse Pearl Harbor. Dopo qualche escursione d'esercitazione venne assegnata al gruppo di portaerei veloci numero 58.6, sotto il comando del viceammiraglio Marc Andrew Mitscher. Insieme con le portaerei USS Essex e USS San Jacinto, la Wasp prese rotta verso le isole Marcus e Wake per assicurarle durante l'operazione programmata contro le isole Marianne.
Terminata tale missione, la marina militare americana iniziò con i preparativi per attaccare e sbarcare sulle isole Marianne. La Wasp venne allora assegnata al gruppo d'impegno numero 58.2, incaricato della invasione di Saipan. Nel tardo pomeriggio dell'11 giugno 1944, i piloti della portaerei operarono diversi attacchi sulle città di Saipan e Tinian, durante i quali molteplici aerei giapponesi vennero distrutti, dato che non poterono lasciare le loro basi aeree. I bombardamenti delle isole continuarono per ulteriori tre giorni.
Durante la successiva battaglia nel golfo delle Filippine, gli aerei della Wasp furono coinvolti nella famosa caccia al tacchino (battaglia denominata così sarcasticamente dai piloti americani che avevano dimostrato in maniera impressionante la loro supremazia aerea ottenendo un indice di abbattimento di circa 10 a 1 - da tradurre sostanzialmente in italiano come il tiro a segno) durante la quale riuscirono ad affondare la portaerei giapponese Hiyō e danneggiare gravemente le portaerei Ryūhō, Jun'yō e Zuikaku, nonché ulteriori navi da guerra giapponesi.
A settembre, la Wasp fu coinvolta nell'attacco delle isole Palau ed a ottobre agli attacchi su Okinawa, Formosa e le isole filippine. Anche durante la battaglia navale di Leyte assunse un importante ruolo. Infatti vennero formati tre gruppi di portaaerei, chiamate via radio con Taffy 1, Taffy 2 rispettivamente Taffy 3. Taffy 3 venne comandata dal contrammiraglio Clifton A. F. Sprague operante dalla USS Wasp. Dopo la vittoria contro la flotta giapponese, la Wasp rimase nei mari dell'Asia dell'Est e i suoi aerei volarono in missioni dal mare cinese fino alle isole Ryūkyū a Nord.

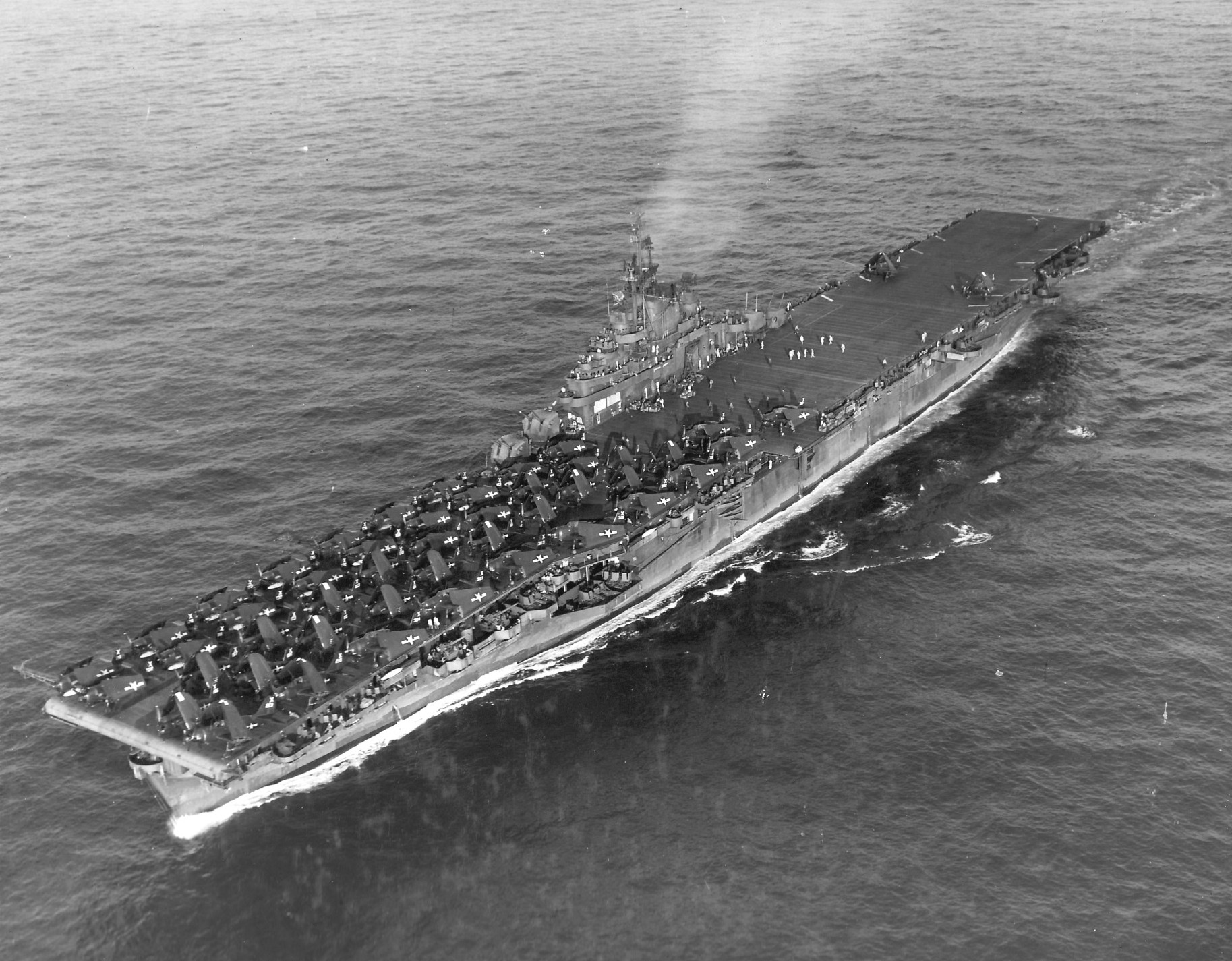
La USS Wasp nel 1945

A febbraio e marzo 1945, la Wasp sostenne l'invasione di Iwo Jima nonché ulteriori attacchi verso il Giappone. Il 19 marzo venne centrata da una bomba, che costò la vita a parecchi membri dell'equipaggio. Terminati i lavori di riparazione, la nave poté partecipare agli ultimi attacchi verso il Giappone fin quando, a metà agosto venne reso noto l'armistizio e la capitolazione del Giappone.
Verso la fine di agosto 1945, venne colpita da un tifone che causò enormi danni nella parte anteriore della coperta di volo. Fu costretta a rientrare negli Stati Uniti per essere riparata completamente. Solo in seguito poté ritornare nelle acque dell'Oceano Pacifico per partecipare ai trasporti delle truppe vittoriose verso la patria. A febbraio 1947, la Wasp venne dimessa dal servizio.

## Il periodo della guerra fredda
Negli anni tra il 1947 ed il 1955 15 portaerei classe Essex e Ticonderoga vennero sottoposte ad un ammodernamento completo per ciò che concerne la tecnica navale e di armamento. Così la Wasp venne portata verso la metà del 1948 a New York per essere sottoposta a tali operazioni. A settembre del 1951 venne nuovamente messa in servizio.
A novembre del 1951 la Wasp partì in direzione della flotta atlantica per partecipare a manovre militari minori. Dopo un'ulteriore permanenza a New York della durata di un mese, riprese rotta verso l'Oceano Atlantico.
Il 26 aprile 1952 durante una manovra eseguita a 600 miglia delle isole Azzorre, nel buio della notte la USS Wasp entrò in collisione con il ricercatore di mine USS Hobson di 1630 tonnellate, che si spezzò immediatamente a causa della violenza dell'impatto. 176 membri dell'equipaggio della Hobson persero la vita, mentre 61 vennero tratti in salvo dalla Wasp. La chiglia spezzata della Wasp dovette immediatamente essere riparata. In soli 10 giorni venne eseguita la sostituzione, dato che alla Wasp venne montata la chiglia della portaerei USS Hornet. L'incidente fu una delle maggiori catastrofi della marina militare americana in un periodo non bellico.
Dopo questo incidente, la Wasp si diresse verso la flotta atlantica raggiungendo in seguito diversi porti nel mar Mediterraneo e nel Nord dell'Europa. Ad ottobre dello stesso anno gli venne assegnato il nuovo numero di servizio, cioè CVA-18.
In seguito eseguì manovre militari nelle acque dell'Oceano Pacifico, terminate le quali nel 1953 venne nuovamente sottoposta ad ammodernamento. Durante tali lavori vennero montate, fra l'altro, coperte di volo ad angolo e catapulte idrauliche. Nel 1956 prese di nuovo rotta verso l'Oceano Pacifico.
Una nuova ristrutturazione della nave, attrezzandola quale portaerei antisommergibili, comportò l'assegnazione di un nuovo numero di servizio, cioè CVS-18. Dal 1957, la Wasp venne nuovamente impegnata in missioni dell'Oceano Atlantico. Negli anni 1965 e 1966 fu la nave di soccorso e recupero per i voli nello spazio della NASA, più precisamente per le missioni di Gemini 4, Gemini 6, Gemini 7, Gemini 9 e Gemini 12.
Nell'autunno del 1971 la Wasp partecipò ad una ultima manovra militare preparandosi in seguito alla sua dimissione dal servizio, che avvenne definitivamente il 1º luglio 1972. A maggio del 1973 la nave venne venduta per essere smontata e demolita.